# (351) Yrsa
(351) Yrsa – planetoida z grupy pasa głównego asteroid okrążająca Słońce w ciągu 4 lat i 218 dni w średniej odległości 2,76 j.a. Została odkryta 16 grudnia 1892 roku w Landessternwarte Heidelberg-Königstuhl w Heidelbergu przez Maxa Wolfa. Nazwa planetoidy pochodzi od Yrsy, żyjącej w VI wieku tragicznej bohaterki skandynawskich legend. Przed nadaniem nazwy planetoida nosiła oznaczenie tymczasowe (351) 1892 V.